# The Shattered Fortress
«The Shattered Fortress» es una canción de la banda de metal progresivo Dream Theater. Es el cuarto tema del álbum Black Clouds & Silver Linings y es la canción final de la saga de Mike Portnoy Twelve-Step Suite, formada por «The Glass Prison» (Six Degrees of Inner Turbulence), «This Dying Soul» (Train of Thought), «The Root of All Evil» (Octavarium) y «Repentance» (Systematic Chaos). Cuenta los pasos X, XI y XII de la metodología de Alcohólicos Anónimos.
El título de la canción viene de unos versos de la canción «The Glass Prison»: «A shattered glass prison wall behind me» y «A long lost fortress»), que traducido al español sería: «Un muro de una prisión de cristal agrietada detrás de mí» y «Una fortaleza perdida hace mucho»).
En el minuto 8:25 se puede escuchar el coro de «The Root of All Evil», del disco Octavarium.
La canción, al ser el último tema de la suite, termina exactamente como comienza «The Glass Prison». Al final de la canción se puede escuchar el intro de «The Root of All Evil».

## Partes
- X. «Self-Restraint» - 5:23
- XI. «Receive» - 3:56
- XII. «Responsible» - 3:29

## Personal
- James LaBrie - Voz
- John Petrucci - Guitarra y coros
- John Myung - Bajo
- Jordan Rudess - Teclados
- Mike Portnoy - Batería y coros

- Datos: Q3522675